# Rhopalothrix isthmica
Rhopalothrix isthmica är en myrart som först beskrevs av Weber 1941.  Rhopalothrix isthmica ingår i släktet Rhopalothrix och familjen myror. Inga underarter finns listade i Catalogue of Life.